# Иван Звездев
Иван Димитров Звездев е български кулинар. Дългогодишен водещ на кулинарните ТВ предавания „Бон апети“ и „В кухнята на Звездев“, които се излъчват по bTV. До 2019 година е водещ на предаването „Кухнята на Звездев“ по Канал 3, а след това то се премества в YouTube.

## Кратка биография
Иван е роден на 12 август 1975 г. в Павликени, в семейството на Димитър и Нели Звездеви. Има по-голям брат Александър, и по-голяма сестра Боряна.
Като дете, заедно със своята сестра Боряна, е приет под опеката на известния български цирков артист Александър Балкански, като стават част от Цирк „Балкански“, с който обикалят света и изнасят представления.
Напуска цирка в началото на 90-те години, след което завършва училище и отбива военната си служба в Българската армия. Скоро се оженва за Юлиана. Увлича се по музиката и сформира оркестър „Гама“, а по-късно и „Съни дейс“, като свири на саксофон.
Разочарован от икономическото развитие на България през 90-те години, напуска родината и заминава за Кордова, Аржентина. Там започва да работи като готвач, което му носи голям успех. Под въздействието на съпругата му семейството се завръща в България, въпреки че страната е в криза. Тогава узрява идеята и желанието да направи телевизионно предаване. Не успява от първия път, защото продуцентите от bTV предпочитат друго подобно предаване – „Кухнята на Бъни“. Скоро Иван среща своите бъдещи колеги от „Студио Нова“ и „Продукции Нова“ – Васил Петров, Мартин Бунчев и Лазар Ралчев, и заедно създават предаването „Бон Апети“, което стартира в ефира на bTV на 16 април 2001 година.
„Бон Апети“ става най-популярно кулинарно предаване в българския ефир от 2001 до 2009 г., като в него Звездев използва нови непознати продукти и показва както класически рецепти, така и нетипични за страната. Немалка част от предаванията „Бон Апети“ се снимат от различни интересни места в България и чужбина. Освен пътуванията всяка събота в предаването гостуват различни видни личности и интересни гости.
На 31 август 2009 г. започва собствено предаване „Кухнята на Звездев“, което се излъчва по bTV всяка сутрин на мястото на „Бон Апети“. Предаването се снима в кухнята в дома на Звездев. През 2016 г. рестартира предаването си „Кухнята на Звездев“ по Канал 3. Същата година става и жури в предаването „Мама готви по-добре“ по bTV. Участвал е в предаванията на Нова телевизия „И аз го мога“ и „Маскираният певец“ (в ролята на Паунът).

## Книги
Иван Звездев е издал няколко кулинарни книги, най-известната сред които е „Те готвят“, издадена съвместно със Слави Трифонов.

## Личен живот
Женен е за Юлиана, двамата имат 3 деца.